# RHAPSODY NAKED
『RHAPSODY NAKED』（ラプソディ・ネイキッド）は、2005年に発表されたRCサクセションのライブ・アルバム。

## 解説
1980年4月5日に久保講堂で行なわれた伝説のワンマン・ライブを収録した『RHAPSODY』に9曲を加えた完全版。2CD+DVDでのリリース。
2021年6月30日には『RHAPSODY NAKED DELUXE EDITION』として本作からDVDを外し、オフィシャルブートレグCDが付属した3枚組で発売。
2021年7月7日には上記と同タイトルでLPレコード3枚とBlu-ray（DVDから変更）と上記CD3枚をセットにした限定盤も発売。

## 収録曲
- 全作詞・作曲：忌野清志郎　編曲：RCサクセション（特記以外）

### Disc 1
1. Opening MC
2. よォーこそ
3. ロックン・ロール・ショー 
初出アルバム『BLUE』では「作詞・作曲：RCサクセション」となっている（著作権登録も同様）
4. エネルギー Oh エネルギー
5. ラプソディー
6. ボスしけてるぜ
7. まりんブルース
作詞：金子マリ&忌野清志郎
作曲：忌野清志郎、仲井戸麗市、小林和生、新井田耕造、Gee2wo、小川銀次、梅津和時、金子マリ
8. たとえばこんなラヴ・ソング
作詞・作曲：忌野清志郎&小林和生
9. いい事ばかりはありゃしない
10. Sweet Soul Music 〜 The Dock Of The Bay
「The Dock Of The Bay」…作詞・作曲：Otis Redding/Steve Cropper

### Disc 2
1. エンジェル
2. お墓
3. ブン・ブン・ブン
作曲：忌野清志郎&仲井戸麗市
初出アルバム『RHAPSODY』では「作詞・作曲：忌野清志郎」となっている（著作権登録も同様）
4. ステップ!
5. スローバラード
作詞・作曲：忌野清志郎&みかん
6. 雨あがりの夜空に
作詞・作曲：忌野清志郎&仲井戸麗市
7. 上を向いて歩こう
作詞：永六輔　作曲：中村八大
8. キモちE
9. 指輪をはめたい

### DVD
1. よォーこそ（イントロダクションのみ）
2. エネルギー OH エネルギー
3. ブン・ブン・ブン
4. スローバラード
5. 雨あがりの夜空に
6. キモちE